# Antonín Marek

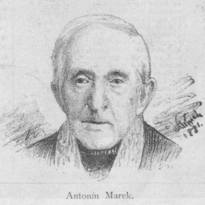
Antonín Marek

Antonín Marek (Pseudonym Bolemír Izborský) (* 5. September 1785 in Turnov; † 15. Februar 1877 in Prag) war ein tschechischer Schriftsteller und Übersetzer.
Nach Beendigung des Gymnasiums im Jahre 1801 in der schlesischen Grüssau studierte Marek Philosophie in Prag und von 1804 bis 1808 Theologie in Leitmeritz, wo er auch seinen späteren Freund Josef Jungmann kennenlernte. Nach seiner Priesterweihe 1808 arbeitete er als Kaplan 1808/09 in Rožďalovice, 1809 bis 1813 in Libuň, 1813 bis 1815 als Administrator in Großskal. 1820 wurde er Pfarrer in Týn bei Rovensko und von 1823 bis 1876 in der reichen Pfarrei Libuň. 1828 ernannte man ihn zum Dekan, 1844 zum bischöflichen Vikar.

## Person
Marek gehörte zu den führenden Persönlichkeiten der böhmischen Aufklärung. Auf sein Leben und Denken übte vor allem sein ehemaliger Lehrer und späterer Freund Josef Jungmann einen großen Einfluss aus.
Er arbeitete an der Matice česká und Slovanská Lípa mit, war Mitglied des Tschechischen Nationalmuseums, des Slowakischen Literaturvereins und unterstützte den Künstlerischen Verein, Svatobor und andere. Als Lehreroberaufsicht im Raum Turnau (1844 bis 1858) propagierte er fortschrittliche Lernmethoden und höhere Bildung der Lehrer.
Seine aufklärerischen Ansichten bezogen sich auf die slawische Einheit und Gemeinsamkeit, im Glauben auf eine bessere Zukunft der vereinigten Slawen.

## Werke
Marek war als Dichter und Übersetzer anerkannt. Sein erstes Gedicht erschien 1807. In den 30er und 40er Jahren schrieb er auch Unterhaltungs- und Fachprosa, darunter auch Artikel und Aufsätze, in denen er seine aufklärerische Gedankenwelt dem breiten Publikum bekannt machte. Er setzte sich dafür ein, dass nicht nur erzählerische Literatur, sondern auch wissenschaftliche Werke und Fachaufsätze in tschechischer Sprache veröffentlicht wurden. Daneben arbeitete er am tschechisch-deutschen Wörterbuch Jungmanns mit.
Seine größten Werke schrieb er auf Anregung Jungmanns: Logika (1820) und Metafysika (1844). Nach der Publikation der Logika erhielt er allgemeine Anerkennung als philosophische Autorität; die von ihm gebildeten Begriffe gingen in die wissenschaftliche Terminologie ein. Er hielt sich dabei vor allem an Werke von Hegel und Kiesewetter, in der Metaphysik (1844) an Krugs System der theoretischen Philosophie (Wien 1818) und teilweise auch an Jaegers Anfangsgründe der Metaphysik (Wien 1842).

### Lyrik
- Marek Jungmannovi
- Píseň k pokoji
- Sebrané básně

### Religiöse Loblieder
- Prosba k Bohu v nouzi nynější
- Píseň za ourodu

### Oden
- Na Trosky

### Elegien
- U hrobu Fortunata Durycha
- Na hřbitově
- U hrobu mateře

### Philosophische Werke
- Logika nebo umnice, 1820
- Základní filosofie. Logika. Metafysika, 1844

### Zeitschriftenbeiträge
- O smrti in Prvotiny, 1813
- V jakém jazyku v Čechách psáti náleží in Slovesnost, 1820
- Slovan in Jindy a nyní, 1833

### Übersetzungen
- Balladen von Friedrich Schiller

## Biographie
- Constantin von Wurzbach: Marek, Anton. In: Biographisches Lexikon des Kaiserthums Oesterreich. 16. Theil. Kaiserlich-königliche Hof- und Staatsdruckerei, Wien 1867, S. 424 f. (Digitalisat).
- Jan Jakubec: Antonín Marek Jeho život a působení i význam v literatuře české, 1896
- Josef Jakubec: Básnické poslání Antonina Marka, 1933
- Jaromír Plch: Antonín Marek, 1947
- Karel Berka: Zásluha Antonín Marka českou logiku, AUC – Phil 1955
- Josef Pech: Antonín Marek, Praha 1974